# Ça va être ta fête, Robin
Pour plus de détails, voir Fiche technique et Distribution.
Ça va être ta fête, Robin (Storia di arcieri, pugni e occhi neri) est un film de cape et d'épée hispano-italien réalisé par Tonino Ricci et sorti en 1976. C'est une comédie d'aventure librement inspiré de la légende de Robin des Bois.

## Fiche technique
Sauf indication contraire, les informations mentionnées dans cette section peuvent être confirmées par la base de données cinématographiques IMDb,  présente dans la section « Liens externes ».
- Titre français : Ça va être ta fête, Robin ou Robin, Flèche et Karaté ou Les Aventures extraordinaires de Robin des Bois[1]
- Titre original italien : Storia di arcieri, pugni e occhi neri[2],[3]
- Titre espagnol : Y le llamaban Robin Hood
- Réalisateur : Tonino Ricci
- Scénario : Sergio Ciani, Teodoro Ricci, Jaime Comas, Victor A. Catena
- Photographie : Paolo Villamar
- Montage : Antonietta Zita (it)
- Musique : Franco Bixio, Fabio Frizzi, Vince Tempera
- Décors : Agostin Jimenez
- Costumes : Maria Gelmetti
- Trucages : Alberto Travaglini
- Société de production : Scale Film, Panorama Arco Films[3]
- Pays de production : Italie - Espagne
- Langue originale : italien
- Format : Couleurs par Telecolor - 2,35:1 - 35 mm
- Durée : 96 minutes (1 h 36)
- Genre : Comédie d'aventure
- Dates de sortie :
  - Italie : avril 1976
  - Espagne : 16 juillet 1976
  - France : 15 septembre 1982[1]

## Distribution
- Sergio Ciani (sous le nom d'« Alan Steel ») : Robin des Bois
- Cris Huerta : Frère Tuck
- Iwao Yoshioka : Moikako
- Victoria Abril : Lady Anne Birdsley
- Eduardo Fajardo : Duc de Sherwood
- Ria De Simone
- Pino Ferrara
- Sergio Smacchi
- Tony Conti
- Tito Garcia
- Charley Bravo
- Vittorio Anselmi
- Francesca Romana Coluzzi